# Chotia Weedhopper
Le Chotia Weedhopper est un ULM (Ultra léger motorisé) américain à aile haute et à 3 roues.

## Historique
Il a été conçu par John Chotia, fondateur de la firme originelle Weedhopper en Utah, et ancien ingénieur de la NASA. John Chotia s'est tué à  l'âge de 34 ans alors qu'il testait un prototype du JC-35 Rocket.
Le Weedhopper a été mis en service pour la première fois en 1977.
Avec plus de 13 000 exemplaires produits, c'est l'un des ULM les plus utilisés dans le monde.

## Caractéristiques
La longueur est de 5,64 m pour une envergure de 8,53 m. De type Trois axes (certaines versions deux axes, sans ailerons), il est équipé d'un moteur thermique. Son train est composé de trois roues. Sa masse à vide est de 73 kg.
Il est commercialisé sous forme d'un ensemble à monter soi-même, et ne nécessite pas de licence de pilotage aux USA. 
Il existe une version biplace, et une version avec des flotteurs pour se poser sur l'eau.